# Шелбі (Айова)
Шелбі (англ. Shelby) — місто (англ. city) в США, в округах Шелбі і Поттаваттамі штату Айова. Населення — 727 осіб (2020).

## Географія
Шелбі розташоване за координатами 41°30′27″ пн. ш. 95°27′1″ зх. д. / 41.50750° пн. ш. 95.45028° зх. д. (41.507515, -95.450335).  За даними Бюро перепису населення США в 2010 році місто мало площу 4,52 км², уся площа — суходіл. В 2017 році площа становила 4,85 км², уся площа — суходіл.

## Демографія
Згідно з переписом 2010 року, у місті мешкала 641 особа в 263 домогосподарствах у складі 171 родини. Густота населення становила 142 особи/км².  Було 302 помешкання (67/км²).
Расовий склад населення:
| - 98,6 % — білих - 0,2 % — корінних американців - 0,2 % — чорних або афроамериканців - 0,2 % — азіатів |

До двох чи більше рас належало 0,9 %. Частка іспаномовних становила 0,9 % від усіх жителів.
За віковим діапазоном населення розподілялося таким чином: 22,6 % — особи молодші 18 років, 62,4 % — особи у віці 18—64 років, 15,0 % — особи у віці 65 років та старші. Медіана віку мешканця становила 40,8 року. На 100 осіб жіночої статі у місті припадало 92,5 чоловіків;  на 100 жінок у віці від 18 років та старших — 100,8 чоловіків також старших 18 років.
Середній дохід на одне домашнє господарство  становив 59 716 доларів США (медіана — 44 167), а середній дохід на одну сім'ю — 84 373 долари (медіана — 62 500). Медіана доходів становила 40 833 долари для чоловіків та 29 659 доларів для жінок. За межею бідності перебувало 17,6 % осіб, у тому числі 25,0 % дітей у віці до 18 років та 6,6 % осіб у віці 65 років та старших.
Цивільне працевлаштоване населення становило 296 осіб. Основні галузі зайнятості: роздрібна торгівля — 21,6 %, освіта, охорона здоров'я та соціальна допомога — 15,5 %, фінанси, страхування та нерухомість — 13,2 %.